# رادی (نیومکزیکو)
رادی (به انگلیسی: Rodey) یک منطقهٔ مسکونی در ایالات متحده آمریکا است که در نیومکزیکو واقع شده‌است. رادی ۳۸۸ نفر جمعیت دارد و ۱٬۲۳۵٫۰۶ متر بالاتر از سطح دریا واقع شده‌است.